# Monroe (Míchigan)
Monroe es una ciudad ubicada en el condado de Monroe en el estado estadounidense de Míchigan. En el Censo de 2010 tenía una población de 20733 habitantes y una densidad poblacional de 786,12 personas por km².

## Geografía
Monroe se encuentra ubicada en las coordenadas 41°55′0″N 83°23′6″O / 41.91667, -83.38500. Según la Oficina del Censo de los Estados Unidos, Monroe tiene una superficie total de 26.37 km², de la cual 23.74 km² corresponden a tierra firme y (9.99%) 2.63 km² es agua.

## Demografía
Según el censo de 2010, había 20733 personas residiendo en Monroe. La densidad de población era de 786,12 hab./km². De los 20733 habitantes, Monroe estaba compuesto por el 88.43% blancos, el 6.24% eran afroamericanos, el 0.44% eran amerindios, el 0.68% eran asiáticos, el 0.03% eran isleños del Pacífico, el 1.19% eran de otras razas y el 2.99% pertenecían a dos o más razas. Del total de la población el 4.15% eran hispanos o latinos de cualquier raza.